# 1839 dans les chemins de fer
Chronologie des chemins de fer
1838 dans les chemins de fer - 1839 - 1840 dans les chemins de fer

## Évènements
- Construction de la ligne de chemin de fer Varsovie-Vienne (fin en 1848).
- Fondation de la Birmingham and Derby Junction Railway par un groupe d'investisseurs de Birmingham.

### Juillet
- 26 juillet, France : loi d'établissement du chemin de fer de Lille à Dunkerque;

### Août
- 2 août, France : inauguration de la Ligne de Paris-Saint-Lazare à Versailles-Rive-Droite par M. le duc d'Orléans.

### Septembre
- 2 septembre, France : ouverture aux voyageurs de la ligne de chemin de fer de Paris à Versailles par la rive droite de la Seine.

### Octobre
- 3 octobre, Italie : inauguration de la ligne Naples-Portici, 7 km, construite par le Français Armand Bayard, première ligne ferroviaire d'Italie (Royaume des Deux-Siciles).

## Naissances
- 20 août, naissance à Liège de Gaston du Bousquet[1], futur ingénieur concepteur de locomotives à vapeur.

## Décès
- x